# Лопес Гомес, Рауль
Рауль Лопес Гомес (исп. Raúl López Gómez; 23 февраля 1993, Сапопан, Мексика) — мексиканский футболист, вингер клуба «Толука». Выступал за сборную Мексики.

## Клубная карьера
Лопес — воспитанник клуба «Гвадалахара». 3 марта 2013 года в матче против УНАМ Пумас он дебютировал в мексиканской Примере. В начале 2014 года Лопес на правах аренды перешёл в «Коррекаминос». 5 января в матче против «Селаи» он дебютировал в Лиге Ассенсо. 12 апреля в поединке против «Венадос» Рауль забил свой первый гол за «Коррекаминос». Вторую половину сезона он также провёл в аренде, его новой командой стал «Тепик». 19 июля в матче против «Сакатепека» Лопес дебютировал за новую команду. 7 декабря в поединке против «Некаксы» он забил свой первый гол за «Тепик». В начале 2015 года Рауль вернулся в «Гвадалахару». 10 августа в матче против УАНЛ Тигрес он забил свой первый гол за команду. В том же году Лопес помог родному клубу завоевать Кубок Мексики.
Летом 2016 года Рауль перешёл в «Пачуку». 17 июля в матче против «Леона» он дебютировал за новую команду. В 2017 году Гомес помог «Пачуке» выиграть Лигу чемпионов КОНКАКАФ.

## Международная карьера
В 2013 году в составе молодёжной сборной Мексики Гомес принял участие в Турнире в Тулоне. Летом того же года Рауль поехал с молодёжной командой на чемпионат мира в Турцию. На турнире он сыграл в матчах против команд Греции, Парагвая, Мали и Испании.
14 ноября 2015 года в отборочном матче чемпионата мира 2018 против сборной Сальвадора Лопес дебютировал за сборную Мексики.
В 2017 году Лопес стал бронзовым призёром Золотого кубка КОНКАКАФ. На турнире он сыграл в матчах против Кюрасао, Гондураса и Ямайки.

## Достижения
Клубные
 «Гвадалахара»
- Обладатель Кубка Мексики — Апертура 2015

 «Пачука»
- Победитель Лиги чемпионов КОНКАКАФ — 2016/2017

 Мексика
- Золотой кубок КОНКАКАФ — 2017